# از روی درماندگی، جولیا
از روی درماندگی، جولیا (ایتالیایی: Disperatamente Giulia) یک مینی‌سریال عاشقانهٔ درام است که در سال ۱۹۸۹ منتشر شد. این مینی‌سریال ۶ قسمتی بر پایهٔ رمانی به همین نام ساخته و از کانال ۵ ایتالیا پخش شد.

## گزیدهٔ بازیگران
- تانی ولش
- فابیو تستی
- دالیا دی لاتسارو
- استفان فرارا
- انریکو ماریا سالرنو
- لائورا آنتونلی
- اروس پاگنی
- بکیم فمیو
- مارینا سوما
- کرین کلری
- نینا سولدانو
- مارینا برتی
- ژان-پیر کسل
- سابرینا سیانی
- فرانسواز فابیان
- والریا والری
- ماریزا مرلینی
- ریکاردو گارونه
- آدریانا فاکتی